# Protocytheretta litorea
Protocytheretta litorea är en kräftdjursart som först beskrevs av Garbett och Rosalie F. Maddocks 1979.  Protocytheretta litorea ingår i släktet Protocytheretta och familjen Cytherettidae. Inga underarter finns listade i Catalogue of Life.